# Reggenza di Aceh Tamiang
La reggenza di Aceh Tamiang è una reggenza (in indonesiano: kabupaten) dell'Indonesia, situata nella provincia di Aceh.
Il capoluogo della reggenza è Karang Baru.